# Forces françaises en Allemagne

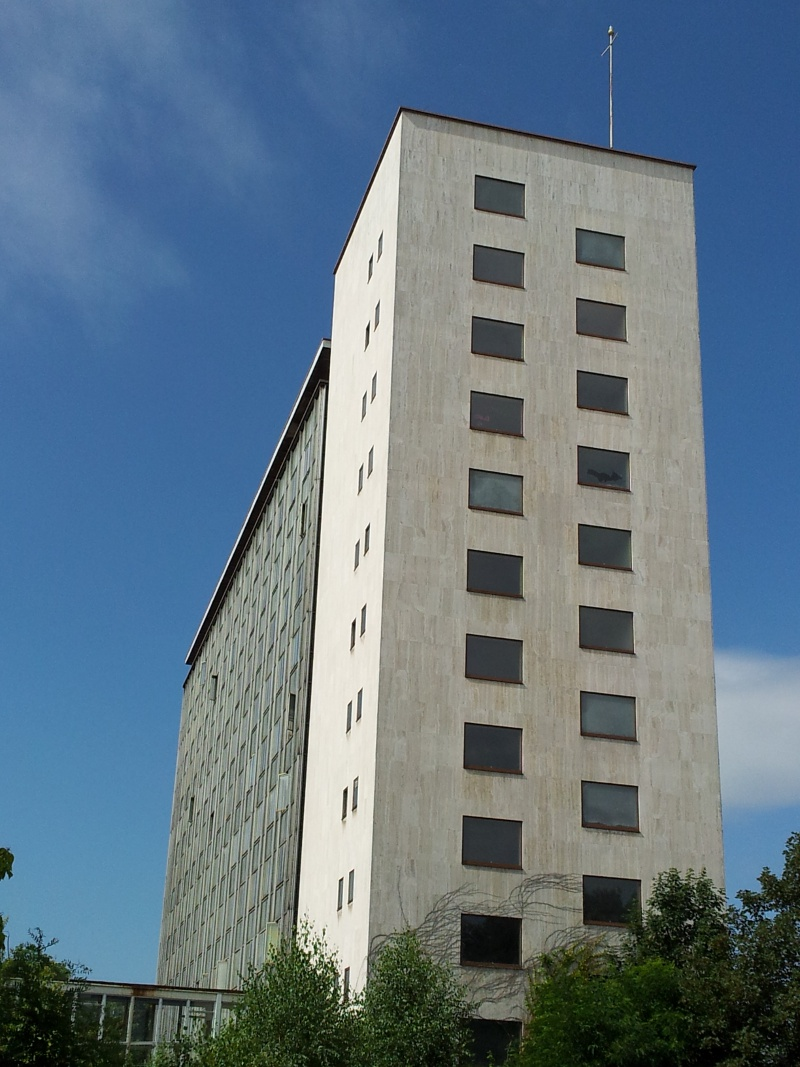
Le BABO (Bâtiment Administratif de Baden-Oos), das Verwaltungsgebäude der französischen Stationierungsstreitkräfte in Baden-Baden

Forces françaises en Allemagne (FFA) (deutsch Französische Streitkräfte in Deutschland) hießen die französischen Truppenverbände, die Frankreich als Siegermacht des Zweiten Weltkriegs im Rahmen des Viermächte-Status in seiner Besatzungszone im  Gebiet der Bundesrepublik Deutschland stationiert waren.
Sie wurden 1949 als Troupes Françaises d’Occupation en Allemagne, abgekürzt T.O.A (französisch Troupes d’occupation en Allemagne), mit Hauptquartier in Baden-Baden aufgestellt. Im Jahre 1950 wurde der Name durch Forces Françaises en Allemagne (F.F.A) ersetzt. Nach Aufgabe der militärischen Integration Frankreichs in die Strukturen der NATO wurde ein Großteil der Verbände ab 1966 nach Frankreich zurückverlegt und die freigewordenen Liegenschaften an die Bundeswehr und andere Streitkräfte übergeben. Am 30. August 1993 wurden die noch bestehenden Verbände umbenannt in Forces françaises stationnées en Allemagne (FFSA). 1999 erfolgte eine weitere Umbenennung in Forces françaises et éléments civils stationnés en Allemagne (FFECSA). Seither wurden sie durch Abzug ins Mutterland ausgedünnt, bzw. 2014 durch den Abzug des 110e régiment d'infanterie aus Donaueschingen praktisch aufgelöst (24. Juni 2014). Nun gibt es noch einen anders zugeordneten Stab der Deutsch-Französischen Brigade.
Diese Militäreinrichtungen hatten vom 10. August 1949 bis 1993 Bestand und umfassten auf dem Höhepunkt des Kalten Krieges bis zu 50.000 Mann. Das Stationierungsgebiet entsprach in etwa den Ländern Rheinland-Pfalz, Baden und Württemberg-Hohenzollern. Bis 1955 waren auch die Besatzungstruppen in Österreich, ein vergleichsweise ohnehin kleines Kontingent, der FFA unterstellt.
Nach dem Ende des Saarprotektorats und dem Beitritt des Saarlands zur Bundesrepublik Deutschland im Jahr 1957 gehörten auch die dort stationierten französischen Truppen zu den Forces françaises en Allemagne. In Baden-Baden befand sich das Hauptquartier sowie ein Militärspital. Ein am 25. Oktober 1960 geschlossenes Abkommen erlaubte es der Bundeswehr, Ausrüstungen in militärischen Einrichtungen der FFA zu lagern und auch im Übungseinsatz zu erproben.

## Die französische Militärpräsenz in Deutschland während des Kalten Krieges
Die französische Militärpräsenz rührte aus der Zeit direkt nach 1945 und veränderte ihre Struktur auch während des Kalten Krieges nicht. Die Garnisonen befanden sich ausschließlich in den von der französischen Besatzungsmacht geschaffenen Ländern Rheinland-Pfalz, Baden, Württemberg-Hohenzollern und Saarland sowie in Lindau im Bodensee, das obwohl in Bayern gelegen, dennoch zur französischen Zone gehörte. Lediglich Karlsruhe und Pforzheim im US-amerikanisch besetzten Württemberg-Baden machten hier eine Ausnahme.
Das erste Hauptquartier des Oberbefehlshabers der Armée Rhin et Danube, General Jean de Lattre de Tassigny, wurde in Lindau in der Villa „Wacker“ bezogen. Hier empfing er mit orientalischem Pomp im Sommer 1945 den Sultan von Marokko und den Bey von Tunis, um die vorwiegend nordafrikanischen Soldaten seiner Armee auszuzeichnen. Noch im selben Jahr wurde das Hauptquartier der Besatzungstruppen nach Baden-Baden verlegt und General Pierre Kœnig, ein Gaullist der ersten Stunde, versah im Hotel Stephanie die Aufgaben des Oberbefehlshabers der französischen Streitkräfte in Deutschland und des Militärgouverneurs der Französischen Zone. Baden-Baden blieb bis 1999 Hauptquartier als Standort der 1re Armée und des IIe Corps d’Armée. In Baden-Baden bestand auch bis zur deutschen Wiedervereinigung eine Sowjetische Militärmission (SMM), akkreditiert beim Oberbefehlshaber der Forces Françaises en Allemagne (FFA).
Wichtige Standorte in Baden-Württemberg – 1951 wurden die drei Länder der Besatzungszeit vereinigt – waren Freiburg im Breisgau als Sitz einer Panzerdivision und Offenburg, Konstanz und Tübingen, die zeitweilig Standorte der unterstellten Brigaden waren. Die Truppenübungsplätze Heuberg mit der Garnison Stetten am kalten Markt und Münsingen dienten in erster Linie den französischen Truppen; dort übten aber später auch deutsche und kanadische Truppenteile. Die französischen Luftstreitkräfte verfügten bis 1967 über aktive fliegerische Einheiten in Deutschland – ausnahmslos in Baden-Württemberg. Lahr diente dem 1er Commandement Aérien Tactique (1CATAC) als Gefechtsstand, die Einsatzflugplätze waren Lahr mit der Base Aérienne Opérationnelle (BAO) 139 und Bremgarten mit der BAO 136. Ab 1967 wurde Achern Sitz des nur noch symbolischen Elément Air français en Allemagne.
In Rheinland-Pfalz waren Trier und Landau Standorte je einer Panzerdivision, daneben waren noch Truppen in Wittlich, Saarburg, Neustadt an der Weinstraße und Speyer sowie in St. Wendel im Saarland stationiert. 1951 einigten sich Frankreich und die Vereinigten Staaten vertraglich darauf, die jeweilige Truppenstationierung unabhängig von der Zoneneinteilung vorzunehmen. Die Amerikaner, von denen die Initiative hierzu ausgegangen war, benötigten dringend die französisch kontrollierte Pfalz als Standort ihrer Logistik und zur Anlage neuer Flugplätze. Im Gegenzug bezogen die französischen Truppen Karlsruhe und Pforzheim und konnten damit auch die geographische Lücke zwischen den beiden Stücken ihrer Zone in Rheinland-Pfalz und dem südlichen Baden-Württemberg schließen. Karlsruhe war damit einer der wenigen Garnisonen in Deutschland, in der Streitkräfte von drei Staaten – USA, Frankreich und Deutschland – stationiert waren. Koblenz – Standort eines Armeekorps – mit Diez wurde, ebenso wie die 1951 von den USA übernommenen hessischen Garnisonen Marburg, Wetzlar und Gießen, ab 1956 an die Bundeswehr übergeben.
Die numerische Stärke der französischen Militärpräsenz hing weniger von Ereignissen des Kalten Krieges ab, sondern wurde von den langwierigen und die Nation schwer belastenden Kriegen zur Dekolonisation bestimmt. Es darf nicht vergessen werden, dass sich Frankreich von 1939 bis 1962 ununterbrochen im Krieg befand, zunächst gegen das Deutsche Reich, 1945 bis 1954 in Indochina und 1954 bis 1962 in Algerien. Dies hatte zur Folge, dass die Garnisonen häufig ausgedünnt waren. Um die Tricolore über möglichst vielen Standorten wehen zu lassen, mussten die Regimenter sich auf mehrere Kasernen verteilen, so lagen Teile des 4e Régiment de Tirailleurs Marocains (RTM) nicht nur in Donaueschingen, sondern auch in Villingen, Konstanz und Radolfzell. 1956 übernahm die neu aufgestellte Bundeswehr einige Garnisonen der Franzosen, zum Beispiel die Welfen-Kaserne in Weingarten im Jahr 1975 oder die Garnison in Stetten am kalten Markt.
Nach dem Rückzug aus der NATO-Integration 1966 wurden die französischen Luftstreitkräfte aus Deutschland abgezogen, Lahr ging an die Kanadier, Bremgarten an die Luftwaffe. Die französischen Landstreitkräfte unterstanden keinem NATO-Stab mehr, sondern sollten im Kriegsfall als CENTAG Reserve eingesetzt werden. Frankreich übernahm daher auch nicht den vorgesehenen Gefechtsstreifen am Eisernen Vorhang und stellte keine Verbände in der integrierten Luftverteidigung. Die bereits auf den Truppenübungsplätzen Heuberg und Münsingen sowie in Friedrichshafen dislozierten Flugabwehrraketen Nike wurden abgezogen; der in Oberbayern für Frankreich vorgesehene Platz im Hawk-Gürtel wurde von der deutschen Luftwaffe übernommen.
Nach der Wiedervereinigung wurden ab 1994 die französischen Garnisonen Zug um Zug aufgelöst, 1999 schließlich auch das Hauptquartier Baden-Baden. Danach verblieben in Baden-Württemberg lediglich noch die Garnisonen der 1988 in Böblingen aufgestellten und 1991 nach Müllheim verlegten Deutsch-Französischen Brigade.
Im Jahr 2010 wurde mit dem Quartier de Lattre de Tassigny in Saarburg die letzte rein französische Garnison in Deutschland geräumt.
Das 110e régiment d’infanterie (110e RI) in Donaueschingen war bis zu seiner Auflösung 2014 der letzte selbstständige französische Truppenteil in Deutschland. Aktuell befindet sich in Deutschland nur noch die Einsatz- und Unterstützungskompanie der Deutsch-Französischen Brigade (Müllheim).

## Territorialorganisation
1990 gab es 30 Garnisonen mit 75 Kasernen mit insgesamt 12.000 Familienwohnungen und 70 Schulen. Sie waren in drei Stationierungszonen eingeteilt:
- Zone de Stationnement Nord (ZSN) Trier
  - Garnisonen Saarburg (1945 bis 2010), St. Wendel (1953 bis 1999), Trier (1945 bis 1999), Wittlich (1949 bis 1999)
  - Militärzeitschrift «Les Carnets de la Moselle et du Palatinat», Zone de Stationnement Nord (zugleich für 1re DB Trier), Redaktion E.L. 1re DB Trèves, Herzogenbuscher Straße, gedruckt von Diekmann, Trier, Saarstr. 54, monatlich, Auflage 6000
- Zone de Stationnement Centre (ZSC) Landau
  - Garnisonen Baden-Baden (1945 bis 1999), Böblingen (1989 bis 1991), Kaiserslautern (1947 bis 1992), Karlsruhe (1951 bis 1991), Landau (1945 bis 1999), Münsingen (1945 bis 1992), Neustadt an der Weinstraße (1945 bis 1992), Pforzheim (1951 bis 1999), Rastatt (1945 bis 1999), Reutlingen (1945 bis 1992), Speyer (1946 bis 1999), Tübingen (1946 bis 1992)
  - Militärzeitschrift «Mercure», Zone de Stationnement Centre (zugleich für 5e DB Landau), Redaktion Baden-Baden mit Korrespondent Landau, gedruckt von Atelier d'Impression de l'Armée de Terre N° 3, monatlich, Auflage 7000
- Zone de Stationnement Sud (ZSS) Freiburg im Breisgau
  - Garnisonen Breisach (1946 bis 1999), Bühl (1956 bis 1999), Donaueschingen (1953 bis 2014), Freiburg im Breisgau (1945 bis 1992), Friedrichshafen (1945 bis 1992), Kehl (1945 bis 1991), Langenargen (1945 bis 1992), Müllheim (seit 1945), Oberkirch (1959 bis 1992), Offenburg (1945 bis 1992), Stetten am kalten Markt (1945 bis 1999), Villingen (1946 bis 1999), Weingarten (1945–1975)
  - Militärzeitschrift «Carnets du Rhin», Zone de Stationnement Sud (zugleich für 3e DB Freiburg i. Br.), Redaktion B.L. 3e DB, Fribourg/Br, Friedrichstr. 39 bzw. Fahnenbergplatz 39, gedruckt von Atelier d'Impression de l'Armée de Terre N° 3 Annexe Offenburg, monatlich
- Berlin (1945 bis 1999) → Hauptartikel: Forces Françaises à Berlin